# Trigonectes rogoaguae
Trigonectes rogoaguae är en fiskart som först beskrevs av Pearson och Myers 1924.  Trigonectes rogoaguae ingår i släktet Trigonectes och familjen Rivulidae. Inga underarter finns listade i Catalogue of Life.